# Leucogaster citrinus
Leucogaster citrinus är en svampart som först beskrevs av Harkn., och fick sitt nu gällande namn av Zeller & C.W. Dodge 1924. Leucogaster citrinus ingår i släktet Leucogaster och familjen Albatrellaceae.   Inga underarter finns listade i Catalogue of Life.